# Osterholz-Scharmbeck
Osterholz-Scharmbeck est une ville allemande située en Basse-Saxe et chef-lieu de l'arrondissement d'Osterholz.

## Histoire
| Appartenances historiques Principauté archiépiscopale de Brême 1182-1648 Brême-et-Verden 1648-1807 Royaume de Westphalie 1807-1811 Empire français (Bouches-de-l'Elbe) 1811-1814 Brême-et-Verden 1814-1823 Royaume de Hanovre 1823-1866 Royaume de Prusse (Province de Hanovre) 1866-1918 République de Weimar 1918-1933 Reich allemand 1933-1945 Allemagne occupée 1945-1949 Allemagne 1949-présent |